# Ielatma
Ielatma ou Yelatma (en russe Елатьма) est une commune urbaine de l'oblast de Riazan en Russie.

## Géographie
Située sur la rive gauche de l'Oka à 272 km au nord de Tambov, la ville qui comptait 3 700 habitants en 2012, en était peuplée en 1878 de 7 107 et était connue au XIXe siècle pour sa forge dite d'Ieremschink. 